# Rhododendron fuyuanense
Rhododendron fuyuanense là một loài thực vật có hoa trong họ Thạch nam. Loài này được Zeng H. Yang miêu tả khoa học đầu tiên năm 1997.

## Hình ảnh

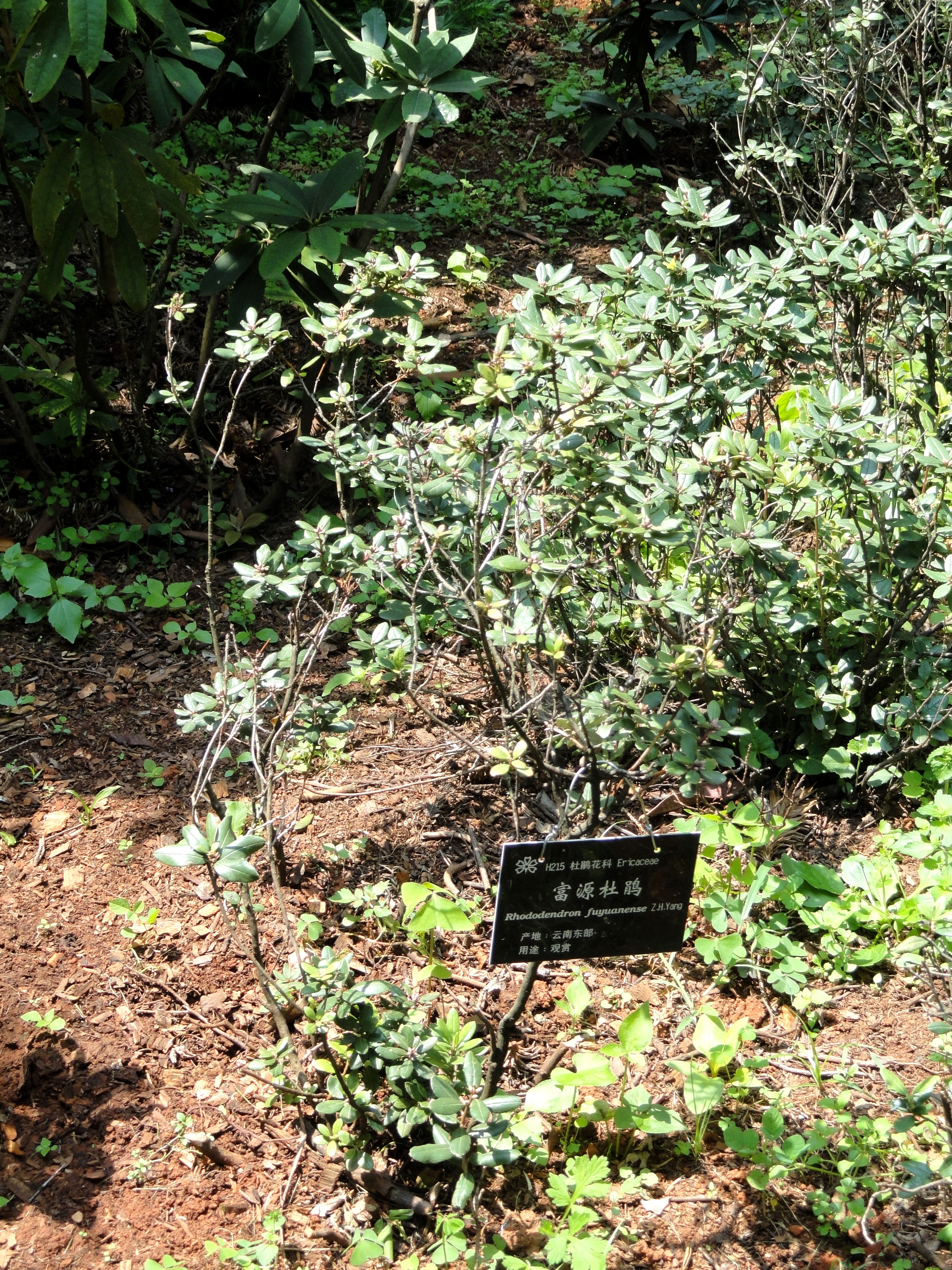
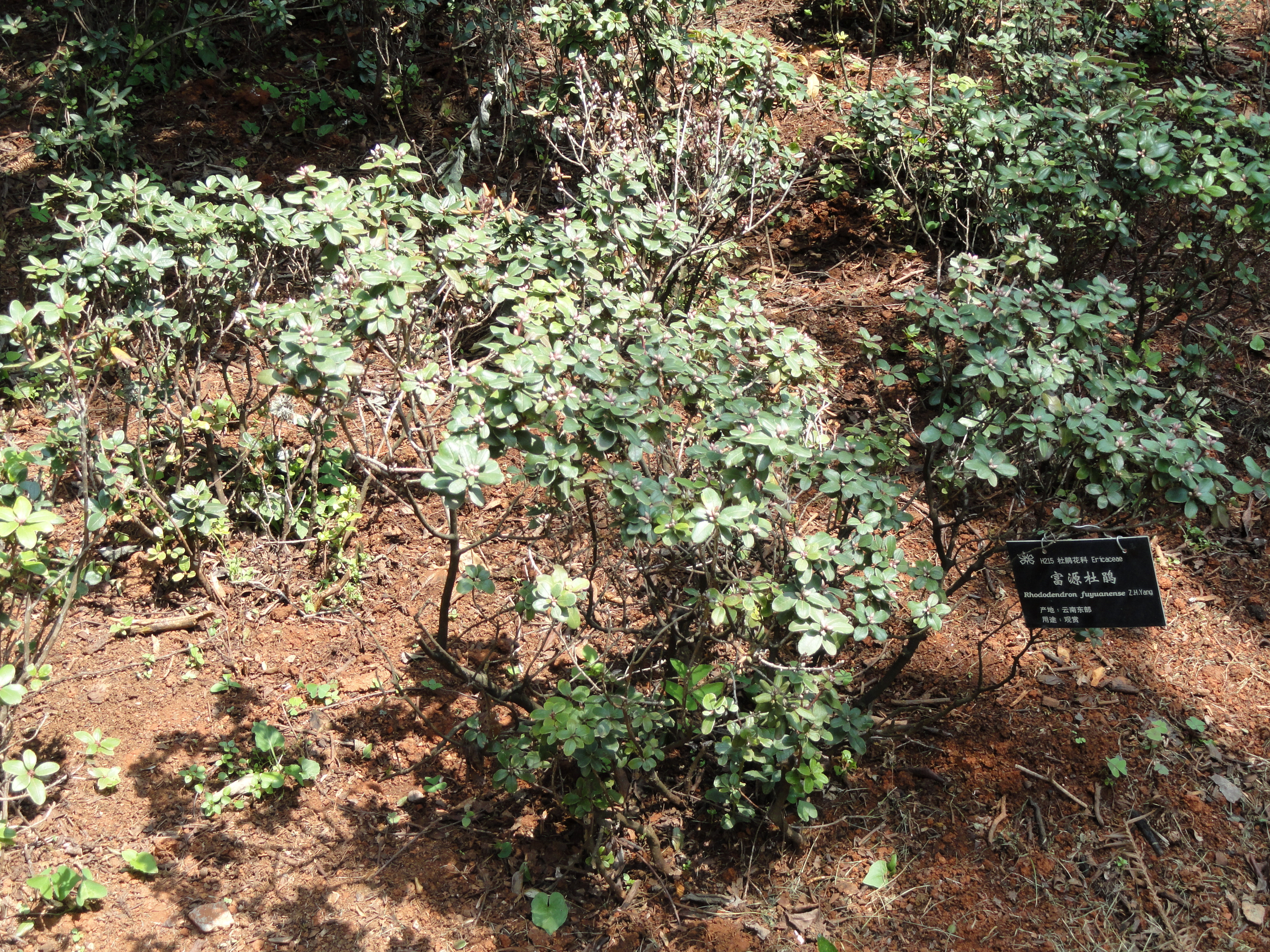